# Comunità ebraica di Sermoneta
Dal XIII al XVI secolo, Sermoneta è stata sede di una fiorente comunità ebraica. 
Il primo documento certo attestante la presenza di ebrei nella cittadina risale al 1270. Nei secoli successivi la comunità crebbe di numero e di 
importanza accogliendo alla fine del XV secolo ebrei in fuga dall'Italia meridionale, fino a che il decreto pontificio di espulsione del 1569 ne sancì la fine. Sono ancora visibili a Sermoneta le tracce della presenza ebraica che si concentrava lungo l'odierna via Marconi (già via degli ebrei e  quindi via delle Scuole), nel quartiere detto Contrada degli idoli. Su via Marconi (angolo via Riccelli) si conserva anche l'edificio della sinagoga, ora casa privata. Il cimitero ebraico si trovava sulla strada per l'Abbazia di Valvisciolo. Il ricordo della comunità rimane tuttora nel cognome Sermoneta, mantenuto da alcune famiglie ebraiche italiane.

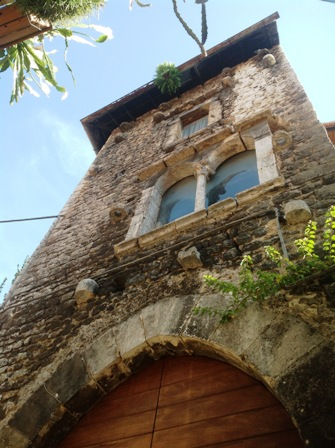
Ex Sinagoga Sermoneta
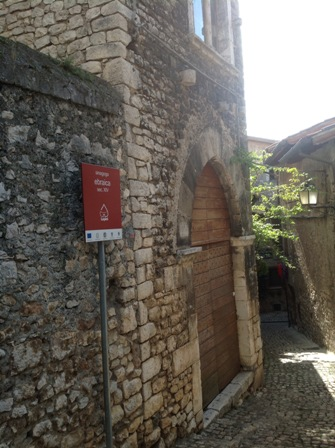
Ex Sinagoga Sermoneta - Portale